# La XIe Plaie
La XIe Plaie est une série de bande dessinée fantastique écrite par Nicolas Tackian, dessinée par Joan Urgell et coloriée par Mambba. Ses deux volumes ont été publiés en 2008-2009 dans la collection « Terres secrètes » de la maison d'édition française Soleil.

## Synopsis
10 mars 2007. Paris. La brigade fluviale découvre un charnier dissimulé dans des containers au fond de la seine. La police scientifique met en évidence que la plupart des ossements appartiennent à des animaux dont les espèces sont en voie d’extinction. Une découverte d’autant plus étrange qu’un fémur gravé d’une étrange inscription, E7 : 14-25, va bientôt se révéler être d’origine humaine.
Spécialiste du profiling et de la traque criminelle travaillant pour interpole, Michelle Krachek va être la première à découvrir la signification de cette inscription. Il s’agit d’un passage du livre de l’Exode relatant les 10 plaies d’Égypte. Plus précisément, la première plaie : « Et les eaux du fleuve se changèrent en sang… »
Persuadée que ce meurtre n’est que le début d’une longue série, Michelle se lance à la poursuite du tueur. Elle va bientôt découvrir que cette affaire lui est liée de manière intime…

## Albums
- La XIe Plaie, Soleil, coll. « Terres secrètes » :

1. « Et les eaux du fleuve se changèrent en sang… », janvier 2008  (ISBN 978-2-302-00014-8).
2. Les Bras rouges, juin 2009  (ISBN 2302005880).

### Documentation
- L. Cirade, « La XIe plaie 1. "Et les eaux du fleuve se changèrent en sang..." », sur BD Gest, 14 février 2008.
- Laurent Boileau, « La XIe plaie - T1 : Et les eaux du fleuve se changèrent en sang - Par Tackian & Urgell », sur Actua BD, 27 mars 2008.